# Masques et bergamasques
Masques et bergamasques, Op. 112, es un homenaje del siglo XX al mundo de las fêtes galantes del siglo XVIII del compositor francés Gabriel Fauré (1845–1924). Escrita en los últimos años de la vida del compositor, Masques et bergamasques se escucha actualmente como una suite orquestal. Sin embargo, surgió en un formato inusual. La última pieza, la Pavana Op. 50, es una de las obras más famosas del compositor.

## Origen
Interpretada por primera vez en Montecarlo el 10 de abril de 1919, fue un encargo realizado por Alberto I de Mónaco. Se ideó como acompañamiento un divertimento en un acto, diversión cantada y bailada, con escenografía de René Fauchois inspirada por Paul Verlaine, relatando como los miembros de la troupe de la commedia dell'arte espiaban los encuentros amorosos de los aristócratas y su audiencia. Casi todos los movimientos se basan en obras primigenias de Fauré:
1. Ouverture (extraída de una sinfonía descartada de 1869)
2. Pastorale (el único movimiento totalmente nuevo)
3. Madrigal (Op. 35, 1884; para coro y orquesta)
4. Le plus doux chemin (Op. 87 n.º 1, 1904; para tenor y orquesta)
5. Menuet (de la sinfonía de 1869)
6. Clair de lune (Op. 46 n.º 2, 1887; para tenor y orquesta)
7. Gavotte (de la sinfonía de 1869)
8. Pavane (Op. 50, 1887)

## Etimología
El título, Masques et bergamasques (que significa máscaras y bergamascas, siendo una bergamasca una danza popular originaria de Bérgamo, Italia), tiene su origen en la línea inicial del poema de Verlaine cantado en el sexto movimiento: "«Votre âme est un paysage choisi / Que vont charmant masques et bergamasques.» Fauré supuestamente dijo que Masques et bergamasques «es como la impresión que te producen las pinturas de Watteau».

## Suite
La suite surgida a raíz de esta obra es una de las piezas más populares del compositor francés y consta de cuatro movimientos puramente orquestales:
1. Ouverture: Allegro molto vivo
2. Menuet: Tempo di minuetto – Allegretto moderato
3. Gavotte: Allegro vivo
4. Pastorale: Andantino tranquillo

La Gavotte puede tocarse antes que el Menuet. La pieza completa tiene una duración aproximada de 14 minutos y medio.